# Rubik (kommunhuvudort i Albanien)
Rubik är en kommunhuvudort i Albanien.   Den ligger i distriktet Rrethi i Mirditës och prefekturen Qarku i Lezhës, i den norra delen av landet, 50 km norr om huvudstaden Tirana. Rubik ligger 79 meter över havet och antalet invånare är 2 332.
Terrängen runt Rubik är huvudsakligen kuperad. Rubik ligger nere i en dal.  
I omgivningarna runt Rubik växer i huvudsak blandskog. Runt Rubik är det ganska glesbefolkat, med 38 invånare per kvadratkilometer.